# Aria
Aria (wł. aria, l.mn. arie dosł. powietrze) – wokalno-instrumentalna forma muzyczna z kantylenowo rozwiniętym głosem solowym.
Aria jest zwykle częścią większej formy muzycznej, jak kantata, oratorium lub opera. Umieszczana jest najczęściej w punkcie kulminacyjnym dramaturgii utworu. Na ogół przyjmuje formę pieśni trzyczęściowej.
Występuje również jako forma wyłącznie instrumentalna, np. jako część suity barokowej o charakterze nietanecznym.
Samodzielną formą arii jest aria koncertowa – utwór muzyczny na głos i orkiestrę, zwykle w formie sonaty.
Istnieją następujące rodzaje arii:
- aria de cour – krótka pieśń zwrotkowa, na jeden lub kilka głosów z towarzyszeniem lutni, rozpowszechniona we Francji w XVI i XVII w.;
- aria wariacyjna – oparta na ostinatowej melodii basowej, pojawiła się ok. 1600;
- aria da capo – aria trzyczęściowa o budowie ABA, szczególnie rozwinęła się w szkole neapolitańskiej;
- aria dal segno – łączyła elementy arii da capo i formy sonatowej z kontrastującymi tematami, była charakterystyczna dla opery seria;
- arietta – aria o mniejszych rozmiarach, przedstawiana zwykle w formie 2-częściowej lub jako utwór instrumentalny;
- cavatina – krótkie arioso, zamykające recytatyw, miała niewielkie rozmiary, prostą strukturę, charakter liryczny;
- aria di bravura – aria, której głównym zadaniem był popis możliwości wokalnych;
- aria polonezowa – pojawiła się w muzyce polskiej i niemieckiej XIX w.